# Ев Планекс
Ев Планекс (фр. Eve Planeix, 20 грудня 2000) — французька синхронна плавчиня. Учасниця Чемпіонату світу з водних видів спорту 2019, де в довільній програмі соло посіла 9-те місце.